# راؤول غيرون
راؤول غيرون (مواليد 12 أكتوبر 1976) هو لاعب كرة قدم. يلعب مع منتخب الإكوادور لكرة القدم. سبق له أن لعب في كأس العالم لكرة القدم مع منتخب بلاده.

## روابط خارجية
- راؤول غيرون على موقع الاتحاد الدولي (مؤرشف)  (الإنجليزية)
- راؤول غيرون على موقع قاعدة بيانات كرة القدم.إي يو (الإنجليزية)
- راؤول غيرون على موقع ناشيونال فوتبول تيمز (الإنجليزية)
- راؤول غيرون على موقع Soccerway.com (الإنجليزية)